# Frieiresa
La frieiresa est une race bovine espagnole. 

## Origine
Elle est originaire de Galice, dans une région d'élevage bovin avec de nombreuses races. 
Ancienne race de travail, ses effectifs ont dégringolé lors de la mécanisation, jusqu'à 120 individus en 1994. La race a été inscrite au catalogue des races menacées et le registre généalogique a été ouvert en 2000. Les mesures de protection ont porté leur fruit puisque les effectifs étaient de 855 en 2011. La semence de trente sept taureaux a été congelée, ainsi que 25 embryons

## Morphologie
La vache porte une robe fauve, châtain au niveau des pattes et du ventre. Le taureau est plus foncé. Les muqueuses sont noires et le mufle est auréolé d'un cercle gris argent. La petite tête, courte, porte des cornes sont longues, écartées, et le front porte une frange claire dorée.
Les vaches mesurent de 128 à 145 cm pour 600 kg et les taureaux 131 à 156 cm pour 850 kg.

## Aptitudes
C'est une race rustique, bien adaptée à une zone au climat continental marqué par des températures extrêmes et des précipitations importantes. Les animaux peuvent rester presque toute l'année dehors. Les vaches vêlent aisément et leurs veaux vigoureux, les suivent rapidement. La nourriture grossière ne les rebute pas, permettant de tirer parti de zones pauvres,.